# Neuses am Main
Neuses am Main (amtlich: Neuses a.Main) ist ein Dorf mit 195 Einwohnern und Gemeindeteil von Burgkunstadt im oberfränkischen Landkreis Lichtenfels im Norden des Freistaates Bayern.

## Geografische Lage
Neuses gehört zum obermainischen Bruchschollenland und liegt auf 273–303 m ü. NHN direkt an der B 289, die das Dorf in einen unteren, historischen und einen oberen, neueren Teil teilt. Der Main fließt etwa 500 Meter südlich von Neuses vorbei. Knapp 3 Kilometer östlich des Dorfes befindet sich der Stadtkern von Burgkunstadt.

## Geschichte

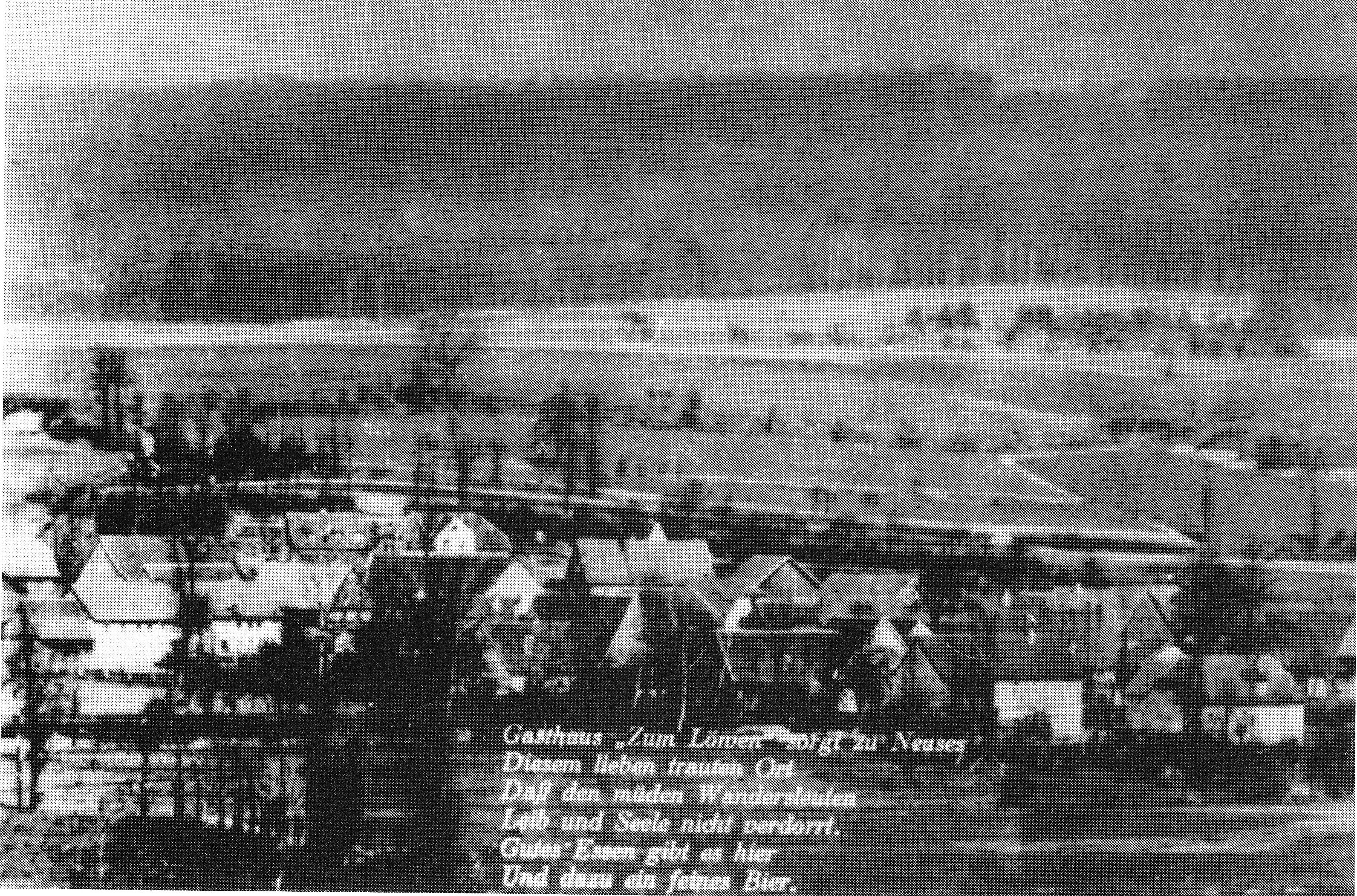
Westansicht von Neuses im Jahr 1935

Gegründet wurde Neuses vermutlich im 11. Jahrhundert. Die Endsilbe -ses deutet auf eine Gründung als adligen Ansitz, der sich wahrscheinlich auf dem Hügel zwischen Neuses und Obristfeld befand. Dies wird aus alten Flurnamen, Scherbenfunden und einem für die Jahre 1096, 1120 und 1122 nachgewiesenem „Gundeloh von Oberstenfeld“ geschlossen. Um diese Zeit dürfte Neuses eine Tochtersiedlung von Obristfeld gewesen sein. Höchstwahrscheinlich waren die von Oberstenfeld eine Nebenlinie bzw. Verwandte der Marschälke von Kunstadt.
Erstmals schriftlich erwähnt wurde Neuses am 20. Dezember 1299 durch den Langheimer Abt Hartmann. Dieser hielt in einer Urkunde fest, dass das Kloster Langheim vom „Magister Walther“, dem damaligen Rektor der Ostheimer Kirche, 100 Pfund Heller bekommen hatte. Damit sollte das Kloster die „villa Nuweseze“ (Dorf Neuses) mit allem, was dazugehörte, von Albert von Giech kaufen. Am darauffolgenden Tag, dem 21. Dezember 1299, erwarb das Kloster Langheim „Nuweseze“, Obristfeld und Dabermannsdorf zu einem Preis von 126 Pfund Bamberger Denare.
Im Jahr 1716 erhielt Neuses vom Mainzer Kurfürsten die Erlaubnis zum Bau einer Schmiede. Diese steht noch und bildet zusammen mit einigen anderen Fachwerkhäusern den historischen Kern von Neuses. Lange Zeit war Neuses vor allem bäuerlich geprägt. An den Südhängen wurde bis Anfang des 19. Jahrhunderts Wein angebaut, was allerdings überwiegend unrentabel war.
Die Flurbereinigung fand in Neuses zwischen 1959 und 1970 statt und galt „in ihrer Ausführung als mustergültig in ganz Bayern.“
Die Eingemeindung nach Burgkunstadt fand am 1. April 1972 statt. Der Gemeindeteil Obristfeld der bisherigen Gemeinde wechselte nach Redwitz an der Rodach. Bis dahin bildete der Ort zusammen mit Obristfeld eine Gemeinde.

### Einwohnerentwicklung
Die Tabelle gibt die Einwohnerentwicklung von Neues anhand einzelner Daten wieder.
| Jahr | Einwohner | Quelle |
| ---- | --------- | ------ |
| 2001 | 213       | [ 5 ]  |
| 2002 | 219       | [ 5 ]  |
| 2003 | 221       | [ 5 ]  |
| 2004 | 219       | [ 6 ]  |
| 2005 | 219       | [ 6 ]  |
| 2006 | 225       | [ 6 ]  |
| 2007 | 221       | [ 7 ]  |
| 2008 | 216       | [ 7 ]  |
| 2009 | 218       | [ 7 ]  |
| 2010 | 217       | [ 7 ]  |

## Vereine
- Gesangverein Neuses am Main
- Kleintierzuchtverein Neuses am Main